# Heliobolus lugubris
Heliobolus lugubris is een hagedis uit de familie echte hagedissen (Lacertidae).

## Naam en indeling
De wetenschappelijke naam van de soort werd voor het eerst voorgesteld door Andrew Smith in 1838. Oorspronkelijk werd de wetenschappelijke naam Lacerta lugubris gebruikt. Later werd de hagedis ingedeeld in de geslachten Eremias en het niet meer erkende Lampreremias. Heliobolus lugubris is de typesoort van het geslacht Heliobolus. De soortaanduiding lugubris betekent vrij vertaald 'rouwend'.

## Uiterlijke kenmerken
De juvenielen hebben een zwarte kleur met lichte lengtestrepen en grote gele vlekken op de rugzijde. Deze tekening lijkt op die van bepaalde loopkevers uit de geslachten Thermophilium en Anthia. Deze kevers hebben een zwarte lichaamskleur met grote gele vlekken, ze bezitten daarnaast een klier waaruit ze mierenzuur spuiten als zelfverdediging. De jonge hagedissen doen zelfs het loopje kan de kever na waarbij de rug omhoog wordt gekromd en de staart plat op de grond wordt gedrukt. Door de kevers na te bootsen hopen de hagedissen vijanden af te weren, dit wordt ook wel mimicry genoemd. De hagedis kan zelf echter geen mierenzuur spuiten.
De oudere dieren zijn veel groter dan de kevers en vertonen een dergelijk gedrag niet. Ze hebben ook een ander kleurpatroon van lichtere strepen op de donkere ondergrond. De staart heeft een opvallende oranjerode kleur.

## Verspreiding en habitat
Heliobolus lugubris komt voor in delen van westelijk Afrika en leeft in de landen Angola, Botswana, Mozambique, Namibië, Zimbabwe en Zuid-Afrika.
De vrouwtjes zijn eierleggend en zetten gemiddeld ongeveer drie tot vier eieren af per legsel. De jonge dieren worden vanaf januari aangetroffen.